# El baile de la Victoria
El baile de la Victoria is een film uit 2009, geregisseerd door Fernando Trueba. De film is gebaseerd op het gelijknamige boek van Antonio Skármeta, winnaar van de Premio Planeta in 2003.

## Verhaal
Met de komst van de democratie verleent de president van Chili amnestie aan alle gevangenen die zijn veroordeeld voor niet-gewelddadige misdrijven. Onder hen zijn Ángel Santiago en Nicolás Vergara Grey, een beroemde dief. Nicolás wil een nieuwe start maken en zijn familie terugwinnen. Ángel heeft andere plannen, en wil Nicolás zover krijgen om samen een laatste overval te plegen.

## Rolverdeling
| Acteur             | Personage        |
| ------------------ | ---------------- |
| Ricardo Darín      | Vergara Grey     |
| Abel Ayala         | Ángel Santiago   |
| Miranda Bodenhöfer | Victoria Ponce   |
| Ariadna Gil        | Teresa Capriatti |
| Julio Jung         | Alcaide Santoro  |

## Ontvangst

### Prijzen en nominaties
Een selectie:
| Jaar | Evenement                       | Categorie               | Genomineerde                                         | Resultaat   |
| ---- | ------------------------------- | ----------------------- | ---------------------------------------------------- | ----------- |
| 2010 | Premios Goya (24ste uitreiking) | Beste film              | El baile de la Victoria                              | Genomineerd |
| 2010 | Premios Goya (24ste uitreiking) | Beste regisseur         | Fernando Trueba                                      | Genomineerd |
| 2010 | Premios Goya (24ste uitreiking) | Beste mannelijke bijrol | Ricardo Darín                                        | Genomineerd |
| 2010 | Premios Goya (24ste uitreiking) | Beste bewerkt scenario  | Fernando Trueba, Jonás Trueba, Antonio Skármeta      | Genomineerd |
| 2010 | Premios Goya (24ste uitreiking) | Beste montage           | Carmen Frías                                         | Genomineerd |
| 2010 | Premios Goya (24ste uitreiking) | Beste enscenering       | Verónica Astudillo                                   | Genomineerd |
| 2010 | Premios Goya (24ste uitreiking) | Beste productieontwerp  | Eduardo Castro                                       | Genomineerd |
| 2010 | Premios Goya (24ste uitreiking) | Beste geluid            | Pierre Gamet, Nacho Royo-Villanova, Pelayo Gutiérrez | Genomineerd |
| 2010 | Premios Goya (24ste uitreiking) | Beste kostuums          | Lala Huete                                           | Genomineerd |